# Сито-рю
Сито-рю (яп. 糸東流) — стиль карате, созданный Кэнвой Мабуни (1889—1952). Является одним из основных и старейших стилей карате. По сравнению с Сётокан, Сито-рю несколько ближе к старым окинавским стилям, что можно видеть при сравнении ката окинавских и современных японских стилей.

## Кэнва Мабуни

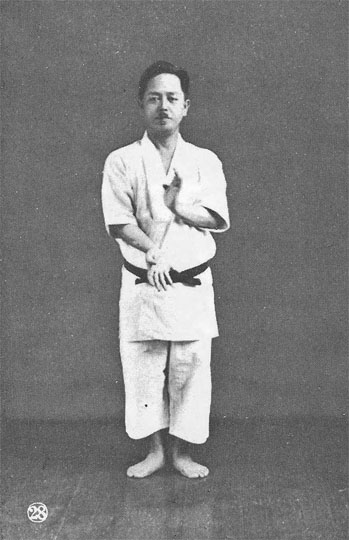
Основатель Сито-рю Кэнва Мабуни

Основатель стиля Сито-рю Кэнва Мабуни был учеником двух выдающихся мастеров-патриархов карате — Итосу Ясуцунэ (1830—1915), мастера стиля Сюри-тэ, и Канрё Хигаонны (1852—1915), мастера Наха-тэ. Некоторое влияние на становление стиля оказала также школа Томари-тэ. Названии стиля Сито-рю составлено из первых иероглифов имён Итосу и Хигаонна.
Кэнва Мабуни был одним из немногих людей, сумевших достичь мастерства сразу в двух основных стилях окинавского тотэ: Сюри-тэ и Наха-тэ. Уделяя большое внимание ката, он не пренебрегал также кихон, тамэсивари и кумитэ. Мабуни одним из первых ввёл поединки в защитном снаряжении для Кэндо.

## Ката
Сито-рю включает все 18 ката Сёрин-рю, все 16 ката Сёрэй-рю, ката китайского стиля «Белого журавля». Кроме того, в этот стиль входят ката, разработанные самим мастером Мабуни. В процессе тренировок разучиваются следующие ката: Пинан 1—5, Бассай-дай (Пассай), Бассай-сё, Годзюсихо (Усэйси), Косокун-дай (Кусянку), Сотин, Тинто, Тинтэй, Нисэйси (Нидзюсихо), Мацукадзэ, Унсу, Сантин, Тэнсё, Сайфа, Сэйэнтин, Сэйпай, Сэйсан, Супэримбпэй и другие, а всего в стиле насчитывается более 50 ката, что больше, чем в любом другом.

## Место Сито-рю в комплексе основных стилей
Сито-рю занимает промежуточное положение между такими основными стилями, как Сётокан и Годзю-рю. Сётокан, происходящий от Сёрин Рю (Сюри-тэ), использует длинные линейные стойки и физическую силу. Годзю-рю, происходящее от Сёрэй Рю (Наха-тэ и Томари-тэ), использует высокие и низкие стойки и силу внутреннего дыхания (жёсткая и мягкая техника). Сито-рю заимствовало принципы как Сёрин-рю, так и Сёрэй-рю. Стиль Сито-рю, несмотря на быстроту, полон силы и эстетики. Он включает в себя мощные ката Сюри-тэ (Найфантин, Бассай), жёсткие и мягкие ката Наха-тэ (Сантин, Сэйнтин) и артистичные ката китайского стиля «Белого журавля» (Нипайпо, Пайпурен).

## Основные принципы Сито-рю
Тактические принципы боя Сито-рю можно свести к следующим пунктам:
- Быстрый уход шагом в сторону или разворотом с линии атаки противника;
- Мягкое блокирование, перенаправление движения противника круговой или отводящей защитой;
- Жёсткое блокирование с неожиданным и максимальным высвобождением силы;
- Использование встречных ударов, защита нападением;
- Один удар насмерть;
- Мгновенный вход в поражаемое пространство и немедленный выход оттуда в безопасную зону после удара.